# Xylophaghou Watch Tower
Xylophaghou Watch Tower är en ruin efter ett venetianskt vakttorn. Den ligger i det brittiska området Akrotiri och Dhekelia (Dhekelia) på ön Cypern.
Xylophaghou ligger 91 meter över havet. Terrängen runt Xylophaghou Watch Tower är platt. Havet är nära Xylophaghou Watch Tower söderut. Närmaste större samhälle är Xylophaghou, 3 km norr om Xylophaghou Watch Tower.